# Brunette
Elen Yeremyan også kendt som Brunette (født 27. maj 2001) er en armensk sangerinde. Hun har repræsenteret Armenien i Eurovision Song Contest 2023 med sangen "Future Lover" og fik en 14. plads i Finalen.